# Adolf Overweg
Adolf Overweg (Hamburg, 1822. július 24. – Maiduguri (Csád-tó), 1852. szeptember 27.) német csillagász, geológus, felfedező, Afrika-kutató.

## Életútja
Természettudományokat, főleg geológiát tanult és 1850-ben elkísérte Richardsont és Barthot Közép-Afrikába. Ezen utazása során végzett mérései, megfigyelései és számításai kiderítették, hogy a Szahara fennsík és nem mélyföld, mint azelőtt hitték. Tassauából egyedül ment tovább, s ő volt az első európai, aki a Gober és Maradi vidékeit fölkutatta és a Csád-tót is körülhajózta; ezután utazásait tovább folytatta, később már Barth társaságában, s eközben érte utol a halál.